# Pomezí
Pomezí är en ort i Tjeckien.   Den ligger i regionen Pardubice, i den östra delen av landet, 140 km öster om huvudstaden Prag. Pomezí ligger 588 meter över havet och antalet invånare är 1 031.
Terrängen runt Pomezí är huvudsakligen platt, men österut är den kuperad. Terrängen runt Pomezí sluttar norrut. Runt Pomezí är det ganska tätbefolkat, med 70 invånare per kvadratkilometer. Närmaste större samhälle är Polička, 3,8 km väster om Pomezí. I omgivningarna runt Pomezí växer i huvudsak blandskog.